# Riessiella clavata
Riessiella clavata är en svampart som beskrevs av Jülich 1985. Riessiella clavata ingår i släktet Riessiella, klassen Agaricomycetes, divisionen basidiesvampar och riket svampar.   Inga underarter finns listade i Catalogue of Life.